# Járdányi Pál
Járdányi Pál, Járdányi Pál István (Budapest, 1920. január 30. – Budapest, 1966. július 29.) Erkel- és Kossuth-díjas zeneszerző, zenepedagógus, népzenekutató.

## Élete, munkássága
Nagyapja Paulovics József kántortanító, iskolaigazgató, apja Járdányi Paulovics István régészprofesszor, édesanyja Eperjessy Mária. Maga Járdányi is Paulovics néven született, és csak 18 éves korában magyarosította nevét Járdányira (egy középkori ős után, apja is ekkor választotta kettős vezetéknevét). Zenei tehetségére hamar fény derült, hegedűtanulmányait 1928-ban Rómában kezdte el (apja egy évig ott volt régészeti tanulmányúton). Hazatérve, Budapesten Votisky Ilonánál folytatta hegedűtanulmányait, majd elkezdett zongorázni, 1933-tól pedig zeneszerzést is tanult Bárdos Lajosnál. Gyermekkorától rajongott Bartók Béla és Kodály Zoltán műveiért. 1930-ban a ciszterciek Szent Imre Gimnáziumába iratkozott be, ahol tanára volt többek között Rajeczky Benjamin is. 1936-ban felvételt nyert a Zeneakadémiára, ahol Kodály Zoltán (zeneszerzés), Zathureczky Ede (hegedű) és Kósa György (zongora) tanítványa volt. 1938-ban leérettségizett, és – zeneakadémiai tanulmányai folytatása mellett – beiratkozott a Pázmány Péter Tudományegyetem néprajz szakára. Néprajzból 1942-ben diplomázott, egy évvel később pedig doktorált A kidei magyarság világi zenéje című disszertációjával. 1942-ben diplomázott a Zeneakadémián is.
Először zenekritikusként dolgozott a Forrás, a Szabad Szó, a Válasz, a Valóság és más lapok számára, és méltatója, Berlász Melinda zenetörténész szerint a zenekritika „nagy vezető egyénisége” volt. 1946-ban a Zeneművészeti Főiskola tanára lett, ahol 1959-ig tanított népzenét. Ekkor az 1956-os forradalomban betöltött szerepe és „káros politikai nézetei miatt” (a Forradalmi Értelmiségi Bizottság tagja volt) távoznia kellett. Neves tanítványai: Kurtág György, Szabó Helga, Devich Sándor, Olsvai Imre. Szabó Helga így emlékezett rá a Magyar Zene című folyóiratban, 1992-ben: „Tanszakunk számára Járdányi tanár úr adott rangot, méltóságot. Lenyűgöző tudása a jellem szilárdságával, az akarat meggyőző erejével társult.” Kurtág egy filmben nyilatkozta róla: „Évekre megbénultam. Mindig a komponálás volt az, ami nem ment. Ezért azok, akik ilyenkor segíteni tudtak, azok tényleg az életem legfontosabb személyiségeivé váltak. Az első és talán legdöntőbb Járdányi Pali volt. Valami egészen fantasztikus segítséget tudott nyújtani. […] Nagyon sok időt szánt rám és ránk. Valahogy belülről segített, arra vezetett rá, hogy mi csináljuk meg a dolgunkat.”
Közben, 1948-tól a tudományos akadémia Népzenekutató Csoportjának munkatársa, majd vezetője is volt. Ő rendszerezte és szerkesztette a Magyar Népzene Tára I. és IV. kötetét (1951, 1959). Zeneszerzői munkásságára Bartók és Kodály művészete hatott, ez főleg első alkotói periódusában figyelhető meg. Az 1950-es évek elejétől a magyar népdalok világa vált művei elsőrendű inspirációjává, amikor népdalfeldolgozásokat írt kórusokra, szimfonikus és kamarazenekarokra. Harmadik szerzői időszakát 1956-tól, második házasságkötésétől lehet számítani (első felesége 1949-től hét évig Lázár Ilona, a Művészeti Tanács titkárnője volt), ezekben az években írta Hárfaversenyét is (1959), amit feleségének, Devescovi Erzsébet hárfaművésznek írt. Két gyermekük született: Gergely, a későbbi Liszt Ferenc-díjas nagybőgőművész és bőgőtanár és Zsófia, akiből Bartók–Pásztory-díjas hegedűművész és hegedűtanár lett.
Fiatalon, 46 évesen hunyt el, 1966-ban. Halála után Kodály Zoltán német nyelvű cikket írt a Studia Musicologica című folyóiratba: „Erejének teljében hagyott itt bennünket. Talán gondban amiatt, hogy annyi mindent nem fejezhetett be. De nyugodtan abban a tudatban, hogy ameddig dolgozhatott, egész odaadással és teljes sikerrel tette. Nem vesztette el életét, mert sohasem törődött azzal, hogy megtartsa.”

## Elismerései
- A Bartók-fesztivál zeneszerzői versenyének díja (1948)
- Erkel Ferenc-díj (1952, 1953)
- Kossuth-díj (1954)

## Főbb zeneművei

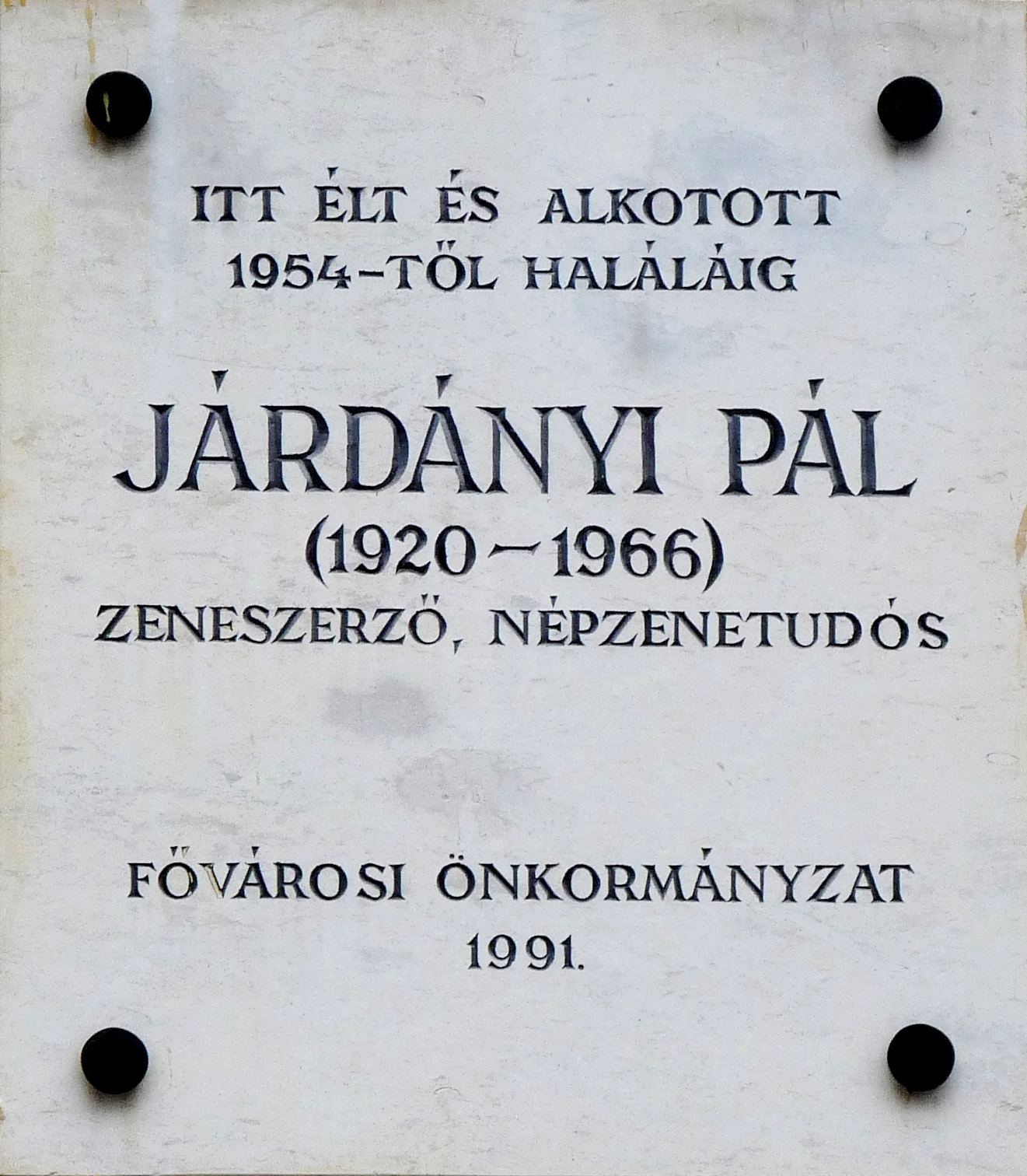
Emléktáblája egykori lakhelyén (II. ker., Hűvösvölgyi út 35.)

- Divertimento concertante, zenekarra, 1942–1949
- Hegedű-zongoraszonáta, 1944
- 1. vonósnégyes, 1947
- Tisza mentén – szimfonikus költemény, 1951
- Vörösmarty-szimfónia, 1952 (a Magyar Rádió 1953 januárjában Hazádnak rendületlenül címmel mutatta be)
- Borsodi rapszódia, 1953
- 2. vonósnégyes, 1954
- Fúvósötös, 1955
- Quartettino, 1956
- Hárfaverseny, 1959
- Vonóstrió, 1961
- Vivente e moriente, 1963
- Concertino hegedűre és zenekarra, 1964

## Írásai
- A kidei magyarság világi zenéje (disszertáció, 1943)
- Hangnemtípusok a magyar népzenében (Zenetudományi Tanulmányok, 1953)
- The Determining of Scales and Solmisations in Hungarian Mus. Folklore (Studia Memoriae B. Bartók sacra, 1956)
- Über Anordnung der Melodien und Formanalyse in der Gregorianik (Acta Ethnographica, 1959)
- Magyar népdaltípusok I–II. (Budapest, 1961)
- Die Ordnung der ungarischen Volkslieder (Studia Musicologica, 1962)
- Bartók und die Melodieordnung (Studia Musicologica, 1963)
- A zene és a mai társadalom (Kortárs, 1963)
- Tapasztalatok és eredmények a magyar népdalok rendszerezésében (MTA Nyelv- és Irodalomtudományi Osztály Közleményei, 1965)
- A zene a Nyugatban (Muzsika, 1966)
- A népzene Bartók művészetében (Muzsika, 1966)
- Járdányi Pál összegyűjtött írásai; közread. Berlász Melinda; MTA Zenetudományi Intézete, Budapest, 2000

## Emlékezte
- Budapesten zeneiskola viseli nevét (II. ker. Marczibányi tér 1.)
- 2010-ben Budapest II. kerületének posztumusz díszpolgárává választották
- Egykori lakóházán emléktáblát helyeztek el (Budapest, II. ker. Hűvösvölgyi út 35.)
- 2012-től 3-4 évente kerül megrendezésre Budapesten a Járdányi Pál Szolfézsverseny